# Triaspis curculiovorus
Triaspis curculiovorus är en stekelart som beskrevs av Papp och Maeto 1992. Triaspis curculiovorus ingår i släktet Triaspis och familjen bracksteklar. Inga underarter finns listade i Catalogue of Life.